# أ. ر. غورني
أ. ر. غورني (بالإنجليزية: A. R. Gurney) (1 نوفمبر 1930، بوفالو في الولايات المتحدة - 14 يونيو 2017، نيويورك في الولايات المتحدة)؛ كاتِب ومؤلِّف وروائي أمريكي. درس في كلية ويليامز.

## روابط خارجية
- أ. ر. غورني على موقع IMDb (الإنجليزية)
- أ. ر. غورني على موقع ميوزك برينز (الإنجليزية)
- أ. ر. غورني على موقع قاعدة بيانات برودواي على الإنترنت (الإنجليزية)
- أ. ر. غورني على موقع قاعدة بيانات برودواي على الإنترنت (الإنجليزية)
- أ. ر. غورني على موقع قاعدة بيانات برودواي على الإنترنت (الإنجليزية)
- أ. ر. غورني على موقع قاعدة بيانات برودواي على الإنترنت (الإنجليزية)
- أ. ر. غورني على موقع كينوبويسك (الروسية)